# Benjamin Boone

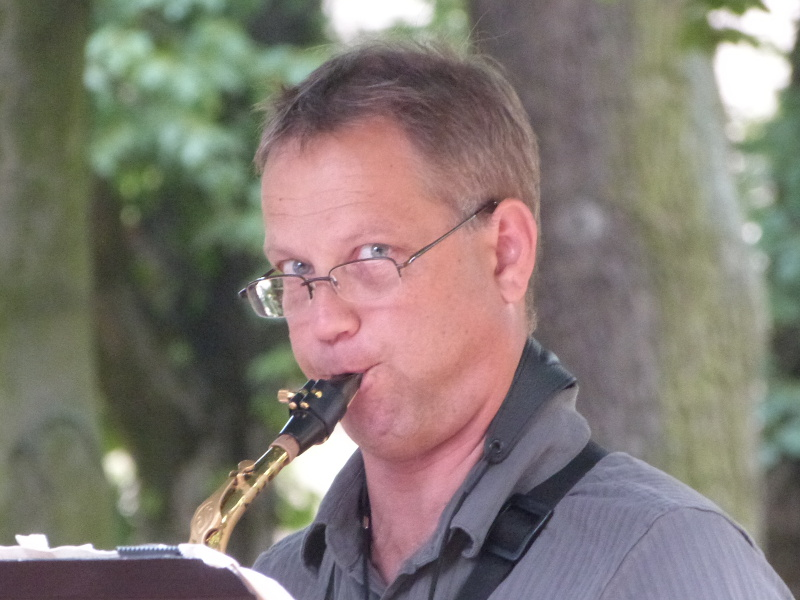
Benjamin Boone bei einem Auftritt anlässlich des Erlanger Poetenfests 2012

Benjamin Boone (* 1963 in Statesville, North Carolina) ist ein US-amerikanischer Jazz-Saxophonist, Komponist und Musikpädagoge.

## Leben und Wirken
Boone studierte an der University of Tennessee, der Boston University und der University of South Carolina, wo u. a. Jerry Coker, Gordon Goodwin, Charles Fussell, John A. Lennon und Bernard Rands zu seinen Lehrern zählten. Er unterrichtete an verschiedenen Universitäten der USA und erhielt 1999 den Chancellor's Award for Excellence in Teaching. Seit 2000 ist er Assistent Professor an der California State University, Fresno. Außerdem gab er Vorlesungen und Meisterklassen u. a. an der Universitatea de Stat Alec Russo in Moldawien, der Otto-von-Guericke-Universität in Magdeburg, der Universität Erlangen, der Karls-Universität in Prag und der University of Cape Town.
Er komponierte Werke für Soloinstrumente, Kammermusik, Orchesterwerke sowie Werke für Jazzensemble. Als Leiter eines eigenen Jazzquartetts trat er mit Musikern wie Donald Ray Brown, Ernie Watts, Slide Hampton und Randy Brecker auf. Mit Louis Bellson und Peter Erskine spielte er die Uraufführung von Bellsons Concerto for Three Percussionists. Für seine Kompositionen erhielt er Preise der ASCAP, des Billboard Magazin, der Boston University und der National Association of Composers. Werke Boones wurden von Musikern auf CD eingespielt wie dem National Flute Choir, der Cellistin Elizabeth Morrow, dem Klarinettisten F. Gerard Errante, dem Saxophonisten Cliff Leaman und dem Geiger Stefan Poetzsch, mit dem er auch Stücke gemeinsam komponierte.
Daneben betätigte sich Boone u. a. als Musikmanager in New York und wirkte an wissenschaftlichen Aufnahmen der Infraschallkommunikation von Nashörnern in Simbabwe und Sambia mit.

## Werke
- Come to me now für Männerstimmen und Studioorchester, 1983
- Blue Eyes für Männerstimmen und Studioorchester, 1984
- Young Folks für Jazzcombo, 1986
- Alesims für Altsaxophon und Streichorchester, 1987
- Night für Jazzcombo, 1987
- The Smoke Filled Saloon für Violine und Klavier, 1987
- Genesis: A Geyer's Poem für Horn und Klavier, 1987, 1990
- Tribute to Debussy's Syrinx für Flöte, 1989, 1999
- Le Pont Mirabeau (nach dem Gedicht von Guillaume Apollinaire) für Kammerensemble, 1990
- Black Tears für Jazzcombo, 1990
- The Gospel Hour für Altsaxophon und Tuba oder Posaune, 1990
- Harlem Sunset für Jazzcombo, 1991
- Harlem Sunset für Altsaxophon und Klavier, 1991, 2006
- Hitchcock Woods, 1993
- Election Year für Saxophon, 1994, 2001
- Buffing the Gut: A Jazz Etude for Solo Cello, 1995
- Alley Dance für Saxophonquartett, 1996
- Black and Blue für Erzähler und Tonband, 1996
- Jenks: A Dance Remembered für Tänzer, Klarinette und Tonband, 1996
- Squeeze für Altsaxophon und Orchester, 1997
- Sky on the Plain für Kammerorchester, 1997
- Over the Edge für Flötenchor, 1997
- The Good Doctor für Streichquartett und Erzähler, 1998
- East and Shallows für Streichquartett und Erzähler, 1998
- Volunteer Fanfare für vier Trompeten, Basstrompeten und Pauken, 1998, 2003
- Holiday Fanfare für sechs Trompeten, 1998, 2003
- Rush Hour für Jazzcombo, 1999
- We Wish You a Merry Christmas für Saxophonquartett, 2000
- My Favorite Things für Saxophonquartett, 2000
- We Four (Three) Things für Saxophonquartett, 2000
- Psychotherapy: A Sonata for Alt Saxophone and Piano, 2000, 2004
- Drunken Bastards #2 für Sopransaxophon und Klavier, 2001
- Remembrance für Saxophon, 2001
- Squeeze für Altsaxophon und Band, 2001, 2004
- Rafflesia für Flöte, 2002
- Vicissitudes für Saxophonquartett und Bläserensemble, 2003
- Vicissitudes für Saxophonquartett und Bläserensemble, 2003
- Abstrakte Kontakte für Saxophon, Violine und Tänzer, 2003
- Dream Hereafter für Mezzosopran und Klavier (Text: Helene Joseph-Weil), 2004
- 9-12: Voices Echo für Bläserensemble und aufgenommene Stimmen, 2003*Concerto for Baritone Saxophon and Orchestra, 2005
- Serenade für Flötenchor oder -quartett, 2005
- Celebration für Flötenchor oder -quartett, 2005
- Triumph für Bläserensemble, 2006
- Star Spangled Banner für Saxophonquartett, 2006
- Five Funny Songs für Mezzosopran und Klavier (Text: Ralph Katherman), 2006
- Not Today für Saxophon und Klavier, 2006
- Amazing Grace für Altsaxophon und Klavier, 2006
- Stained Glass Spirit für Mezzosopran und Klavier (Text: Nadine Alexis Weil), 2007
- Joropo Jam für Altsaxophon und Gitarre, 2007
- Inside Antics für Klavier, 2007
- Child's Play für Klavier, 2007
- How Composers Title Their Works: What Happens When Bach, Mozart, Beethoven, Brahms, Hindemith and Schubert Hang out in a Bar, 2007
- Founding Fathers für drei Erzähler und Tonband, 2007
- Numbers für zwei Erzähler und Tonband, 2007
- Ascencion: An Ethno-historical Cantata nach Helene Joseph-Weil, 2008
- Playing with Fire für Kammerensemble, 2008
- Filmmusik zu Der Sonderling von Karl Valentin
- The Poets are Gathering, 2020